# Beda (Egito)
Beda ou Elbeda (em árabe: البيضاء; romaniz.: Al Bayḍ(h)ā(h)) é um sítio arqueológico do Antigo Egito localizado próximo ao Sinai e datado de Nacada III (3200–3000 a.C.). Foi descoberto em 1910 pelo arqueólogo francês M. J. Clédat, à altura escavando em Maamedia, quando um beduíno lhe trouxe um jarro e alguns fragmentos incisos que foram achados na plantação de tamareiras em Beda. Ao investigar o sítio, Clédat descobriu quatro sereques do faraó Falcão Duplo que reinou em algum momento durante Nacada IIIb (3220/3200–3150 a.C.). Décadas depois, foi reescavado por Harry Meyer Orlinsky (sua Área H) e foram achados poucos artefatos desse período.